# Hordeum chilense
Hordeum chilense är en gräsart som beskrevs av Johann Jakob Roemer och Schult.. Hordeum chilense ingår i släktet kornsläktet, och familjen gräs. Inga underarter finns listade i Catalogue of Life.